# Истомино (Завьяловский район)
'Исто́мино  — деревня в Завьяловском районе Удмуртской Республики Российской Федерации. Входит в Ижевскую агломерацию.

## География
Село находится у р. Малиновка. Фактически слился с селом  Вараксино и деревней Малиново. В пешей доступности (Вараксинский бульвар) микрорайон Липовая Роща (Ленинский район, Ижевск).

### Географическое положение
Находится в 6 км к западу от центра Ижевска и в 19 км к северо-западу от Завьялово.
Ближайшие населенные пункты
По прямой
- с. Вараксино (→ 0.4 км)
- д. Малиново (← 1.1 км)
- пос. Воложка (↑ 6 км)
- поч. Михайловский (↖ 6.5 км)
- д. Александрово (↓ 6.5 км)
- д. Курегово (↙ 7.4 км)
- д. Шабердино (↖ 7.5 км)
- поч. Вознесенский (↖ 7.6 км)
- д. Чужьялово (← 8.2 км)
- д. Ленино (↙ 8.7 км)
- пос. Дорожный (↑ 9 км)
- г. Ижевск (→ 9.1 км)
- д. Новый Игерман (↗ 9.2 км)
- д. Шудья (↓ 9.2 км)
- поч. Майский (↖ 9.3 км)
- д. Русская Карлутка (→ 9.7 км)
- поч. Можвай (↙ 9.7 км)
- д. Старый Игерман (↗ 9.8 км)
- д. Козлово (↓ 9.9 км)

## История
«Список населённых мест Вотской автономной области» 1924 г. упоминает починок Истомин: в 1911 году входил в волость Ижевско-Заречная Сара.уезд, с
1924: Советская Ижев.уезд
По АТД 1924 г.: поч. Истомин — Ижевский уезд, Советская волость, Шабердинский сельсовет
В 01.03.1931	починок	Истоминский,	Ижевский ёрос,	Шабердинский сельсовет
В 01.03.1932	починок	Истомин,	Ижевский горсовет,	Шабердинский сельсовет
В 01.01.1939 фиксируется	деревня	Истомино,	Ижевский район,	Шабердинский сельсовет
До 25 июня 2021 года входила в состав Вараксинского сельского поселения, упразднённое в связи с преобразованием муниципального района в муниципальный округ.

## Население
| 2010 | 2012 |
| ---- | ---- |
| 163  | ↘161 |

## Инфраструктура
Больше количество инфраструктурных объектов — в с. Вараксино. Там находится средняя общеобразовательная школа № 26 с углубленным изучением отдельных предметов, ФАП.
Большая часть жителей вовлечена в экономику Вараксино, а также Ижевска в форме маятниковой миграции.

## Транспорт
Автодорога местного значения — Шабердинский тракт. Ближайшая остановка общественного транспорта — «Вараксино».
ж/д раз. Полигон находится в 2,4 км от деревни.